# Piz Gannaretsch
Piz Gannaretsch é uma montanha dos Alpes Lepontinos, na Suíça. Tem 3040 m de altitude e 934 m de proeminência topográfica. Fica perto de Sedrun no cantão Graubünden. O seu cume é o ponto mais alto da divisória de águas que une o Passo de São Gotardo ao Passo Lukmanier. O maciço do Piz Gannaretsch separa os vales do lago Nalps (oeste) e lago Sontga Maria (leste).
O glaciar Glatscher da Gannaretsch fica na vertente noroeste do Piz Gannaretsch.